# Deckgebirge

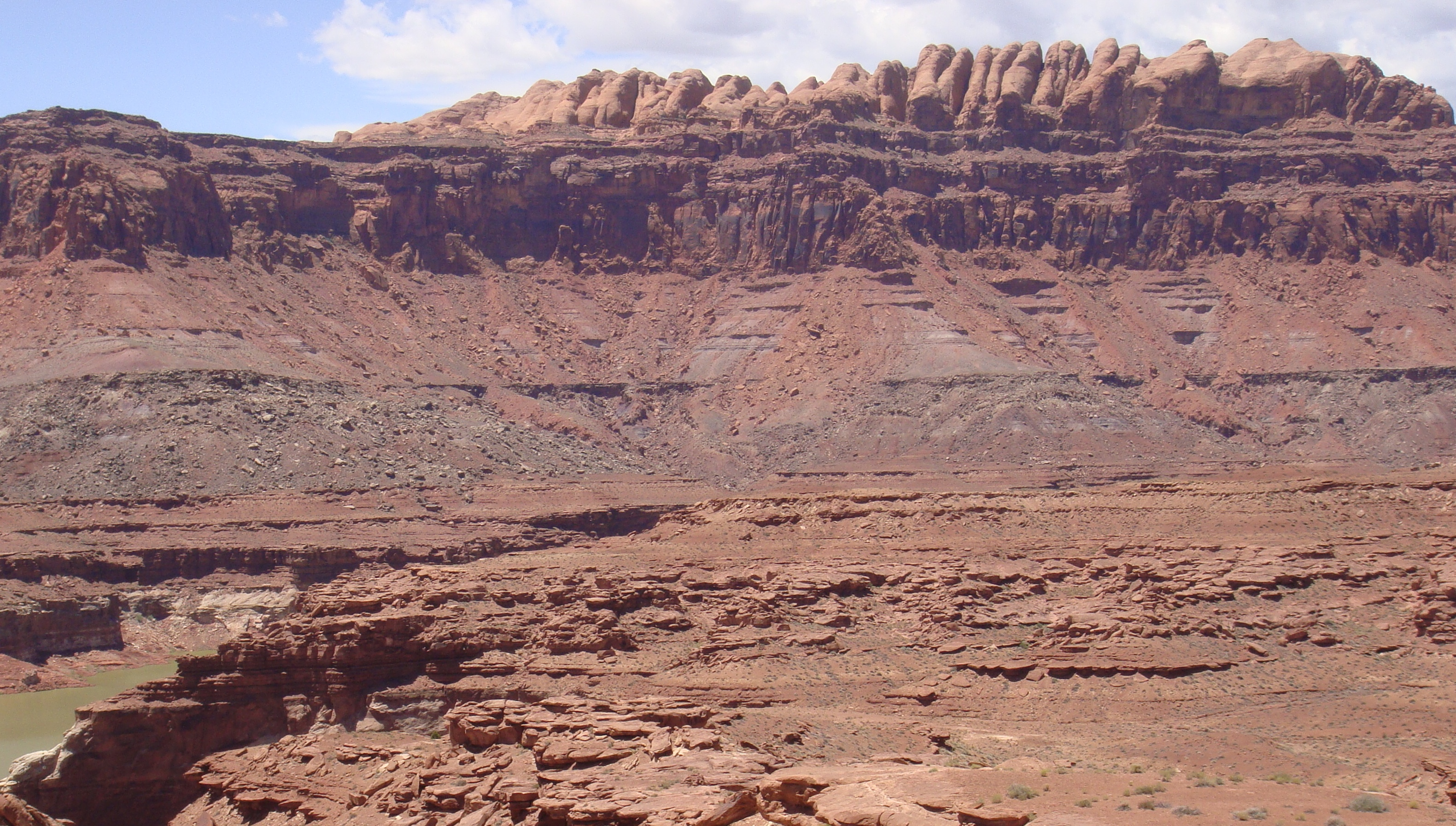
Auf ca. 2000 Meter über dem Meeresspiegel herausgehobenes Deckgebirge der Nordamerikanischen Plattform im Colorado-Plateau: Perm (unten) bis Jura (oben)

Als Deckgebirge wird in der Geologie ein Gesteinskomplex bezeichnet, der sich im Deformationsstil und im Metamorphosegrad vom erdgeschichtlich älteren Grundgebirge unterscheidet. Im engeren Sinn und speziell die Geologie Deutschlands betreffend, umfasst der Begriff unmetamorphe * und höchstens bruchtektonisch deformierte Gesteinsabfolgen (veraltet: Flözgebirge), die sich stets oberhalb des Grundgebirges befinden. Der Kontakt zwischen Grundgebirge und Deckgebirge ist oft winkeldiskordant ausgebildet.
In Regionen, deren Oberflächengeologie von Deckgebirge im engeren Sinn bestimmt wird und die zudem deutlich oberhalb der Erosionsbasis liegen (betrifft in Deutschland in erster Linie das Thüringer Becken und das Süddeutsche Schichtstufenland), können sich typische Schichtstufen-Landschaften entwickeln. Dort befinden sich im Bereich der erosionsresistenteren Schichten zahlreiche Aufschlüsse, in denen die, zumeist aus Sedimentgestein, seltener aus Vulkangestein bestehenden Schichten des Deckgebirges studiert werden können.

## Lagerstättenkunde/Bergbau

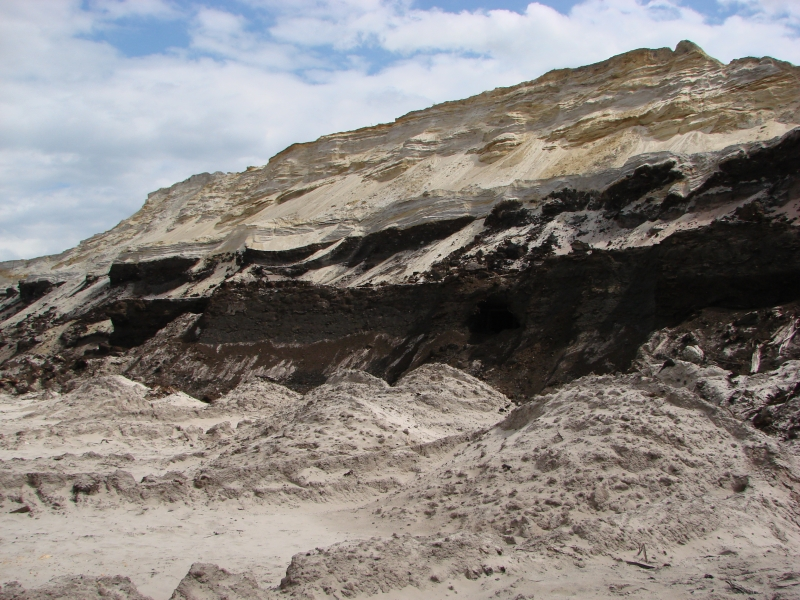
Locker-sandiges Deckgebirge (im lagerstättenkundlichen Sinn) über dem ersten Lausitzer Flöz im Tagebau Welzow-Süd (Niederlausitz). Sowohl die Sande als auch der Braunkohleflöz gehören dem jüngeren (känozoischen) Teil des Deckgebirgskomplexes Nord- und Mitteldeutschlands an.

In der Lagerstättenkunde wird als Deckgebirge der Gesteinsbereich verstanden, der sich zwischen der Lagerstätte und der Tagesoberfläche befindet (vgl. Hangendes). Dabei können sowohl Deckgebirge als auch Lagerstätte einem Deckgebirgskomplex im geologischen Sinn angehören. Hat das Deckgebirge einer Lagerstätte eine relativ geringe Mächtigkeit, lohnt sich der Abbau im Tagebau. Das abgetragene Deckgebirge wird dann als Abraum bezeichnet.